# Erik Mellbin
Erik Hugo Mellbin (Gotemburgo, 30 de junio de 1901-Gotemburgo, 30 de octubre de 1955) fue un deportista sueco que compitió en vela en la clase 40 m2. Participó en los Juegos Olímpicos de Amberes 1920, obteniendo una medalla de plata en la clase 40 m2.

## Palmarés internacional
| Juegos Olímpicos | Juegos Olímpicos  | Juegos Olímpicos | Juegos Olímpicos |
| Año              | Lugar             | Medalla          | Clase            |
| ---------------- | ----------------- | ---------------- | ---------------- |
| 1920             | Amberes (Bélgica) | Medalla de plata | 40 m2            |